# Liste der Direktoren, Rektoren und Präsidenten des Karlsruher Instituts für Technologie
Die Liste der Direktoren, Rektoren und Präsidenten des Karlsruher Instituts für Technologie führt alle Personen auf, die seit 1825 am Polytechnikum Karlsruhe (1825–1885), der Technischen Hochschule Karlsruhe (1885–1967), der Universität Karlsruhe (TH) (1967–2009) oder dem Karlsruher Institut für Technologie (seit 2009) das Amt des Direktors (1825–1895), Rektors (1895–2009) oder Präsidenten (seit 2009) ausgeübt haben. Von 1869 bis 1950 war die Amtszeit des Direktors/Rektors in der Regel auf ein Jahr beschränkt. Mit der Gründung des KIT wurde das Rektoren-Amt abgeschafft und durch ein Präsidium bestehend aus zwei Präsidenten ersetzt, welches später auf einen Präsidenten reduziert wurde.
Von 1971 bis 2009 gab es ebenso noch einen Kanzler für die zentrale Verwaltung.
In der folgenden Liste ist neben dem Amtszeitraum auch die Lehrstuhlbezeichnung der jeweiligen Person angegeben.

## Liste

### Direktoren
- 1825–1832 Gustav Friedrich Wucherer (Physik); bis 1827 vertreten durch Johann Friedrich Ladomus (Physik)
- 1833–1836 Friedrich August Walchner (Geologie und Mineralogie)
- 1837–1840 Wilhelm Ludwig Volz (Maschinenbau)
- 1840–1845 Karl Bader (Wasser- und Straßenbau)
- 1845–1848 Carl Heinrich Albert Kayser (Mechanik)
- 1848–1857 Johann Ludwig Klauprecht (Forstwissenschaft)
- 1857–1863 Ferdinand Redtenbacher (Maschinenkunde)
- 1863/64 Moritz August Seubert (Zoologie und Botanik)
- 1864–1866 Jakob Hochstetter (Baukunst)
- 1866/67 Hermann Sternberg (Ingenieurwissenschaft)
- 1867–1869 Franz Grashof (Angewandte Mechanik und Maschinenlehre)
- 1869/70 Christian Wiener (Darstellende Geometrie)
- 1870/71 Heinrich Lang (Baukunst)
- 1871/72 Wilhelm Schell (Theoretische Mechanik)
- 1872/73 Franz Grashof (Angewandte Mechanik und Maschinenlehre)
- 1873/74 Reinhard Baumeister (Ingenieurwissenschaft)
- 1874/75 Adolph Knop (Mineralogie)
- 1875/76 Hermann Sternberg (Ingenieurwissenschaft)
- 1876/77 Jacob Lüroth (Höhere Analysis)
- 1877/78 Carl Birnbaum (Chemie)
- 1878/79 Leonhard Sohncke (Physik)
- 1879/80 Heinrich Lang (Baukunst)
- 1880/81 Josef Hart (Maschinenbau)
- 1881/82 Christian Wiener (Darstellende Geometrie)
- 1882/83 Franz Grashof (Angewandte Mechanik und Maschinenlehre)
- 1883/84 Carl Engler (Allgemeine Chemie)
- 1884/85 Reinhard Baumeister (Ingenieurwissenschaft)
- 1885/86 Franz Grashof (Angewandte Mechanik und Maschinenlehre)
- 1886/87 Leopold Just (Botanik)
- 1887/88 Josef Hart (Maschinenbau)
- 1888/89 Karl Schuberg (Forstwissenschaft)
- 1889/90 Matthäus Haid (Geometrie, Geodäsie)
- 1890/91 Ernst Schröder (Mathematik)
- 1891/92 Christian Wiener (Darstellende Geometrie)
- 1892/93 Karl Keller (Maschinenbau)
- 1893/94 Karl Schuberg (Forstwissenschaft)
- 1894/95 Matthäus Haid (Geometrie, Geodäsie)

### Rektoren
- 1895/96 Reinhard Baumeister (Ingenieurwissenschaft)
- 1896/97 Hans Bunte (Chemische Technologie)
- 1897/98 Josef Hart (Maschinenbau)
- 1898/99 Carl Engler (Allgemeine Chemie)
- 1899/1900 Ernst Adolf Brauer (Theoretische Maschinenlehre)
- 1900/01 Otto Lehmann (Physik)
- 1901/02 Matthäus Haid (Praktische Geometrie und Höhere Geodäsie)
- 1902/03 Adolf von Oechelhäuser (Kunstgeschichte)
- 1903/04 Ludwig Klein (Botanik)
- 1904/05 Friedrich Schur (Geometrie)
- 1905/06 Xaver Siefert (Forstwissenschaft)
- 1906/07 Engelbert Arnold (Elektrotechnik)
- 1907/08 Theodor Rehbock (Wasserbau)
- 1908/09 Adolf Krazer (Mathematik)
- 1909/10 Adolf von Oechelhäuser (Kunstgeschichte)
- 1910/11 Paul Stäckel (Mathematik)
- 1911/12 Georg Benoit (Fördertechnik)
- 1912/13 Otto von Zwiedineck-Südenhorst (Volkswirtschaftslehre)
- 1913/14 Ludwig Klein (Botanik)
- 1914/15 Adolf Krazer (Mathematik)
- 1915/16 Udo Müller (Forstwissenschaft)
- 1916/17 Theodor Rehbock (Wasserbau)
- 1917/18 Hans Hausrath (Forstwissenschaft)
- 1918/19 Richard Graßmann (Maschinenbau)
- 1919/20 Wilhelm Paulcke (Geologie und Mineralogie)
- 1920/21 Otto Ammann (Straßen- und Eisenbahnbau)
- 1921/22 Georg Benoit (Fördertechnik)
- 1922/23 Georg Bredig (Physikalische Chemie)
- 1923/24 Richard Baldus (Geometrie)
- 1924/25 Karl Caesar (Architektur)
- 1925/26 Theodor Rehbock (Wasserbau)
- 1926/27 Emil Probst (Beton- und Eisenbetonbau)
- 1927/28 Hans Kluge (Maschinenelemente, Kraftfahrzeugbau)
- 1928/29 Karl Wulzinger (Bau- und Kunstgeschichte)
- 1929/30 Alfred Stock (Chemie)
- 1930/31 Rudolf Plank (Theoretische Maschinenlehre)
- 1931/33 Karl Holl (Deutsche Literaturgeschichte)
- 1933/35 Hans Kluge (Maschinenelemente, Kraftfahrzeugbau)
- 1935/37 Heinrich Wittmann (Wasserbau)
- 1937/45 Rudolf Weigel (Lichttechnik)
- 1945 Karl Georg Schmidt (Geologie) [Amt nicht ausgeübt]
- 1945/46 Rudolf Plank (Theoretische Maschinenlehre)
- 1946/47 Theodor Pöschl (Mechanik und Angewandte Mathematik)
- 1947/48 Hans Jungbluth (Mechanische Technologie und Materialprüfung)
- 1948/49 Paul Günther (Physikalische Chemie)
- 1949/50 Ernst Terres (Gastechnik und Brennstoffverwertung)
- 1950/52 Hermann Backhaus (Theoretische Elektrotechnik und Schwachstromtechnik)
- 1952/54 Otto Haupt (Architektur)
- 1954/56 Rudolf Scholder (Chemie)
- 1956 Guntram Lesch (Elektrotechnik)
- 1956/58 Kurt Nesselmann (Technische Thermodynamik)
- 1958/61 Hans Leussink (Boden- und Felsmechanik)
- 1961/63 Johannes Weissinger (Angewandte Mathematik)
- 1963/65 Paul Schulz (Lichttechnik)
- 1965/66 Klaus Lankheit (Kunstgeschichte)
- 1966/68 Hans Rumpf (Mechanische Verfahrenstechnik)
- 1968–1983 Heinz Draheim (Geodäsie)
- 1983–1994 Heinz Kunle (Geometrie)
- 1994–2002 Sigmar Wittig (Thermische Strömungsmaschinen)
- 2002 Manfred Schneider (Mathematik) [Amt geschäftsführend ausgeübt]
- 2002–2009 Horst Hippler (Physikalische Chemie)

### Präsidenten
- 2009–2012: Horst Hippler und Eberhard Umbach
- 2012–2013: Eberhard Umbach
- 2013–2023[1][2]: Holger Hanselka (Maschinenbau)
- 2023–2024: Oliver Kraft (kommissarisch)
- ab 2024: Jan Hesthaven (Mathematik)[3][4]

## Kanzler (Universität)
Der Kanzler war für die zentrale Verwaltung zuständig. Das Amt des Kanzlers wurde 1971 kurz nach der Umfirmierung der TH zur Universität eingerichtet und im Zuge der Umstrukturierungen bei der Gründung des KIT wieder abgeschafft.
Liste:
- 1971–1978 Werner Hartenberg
- 1978–2000 Gerhard Selmayr
- 2000–2009 Dietmar Ertmann